# Кубок Испании по футболу 1920
20-й розыгрыш Кубка Испании.
Соревнование началось в марте 1920 года и завершилось 2 мая 1920 года финалом, проведенным на Эль-Молиноне в Хихоне, в котором ФК «Барселона» в четвёртый раз завоевала трофей, одержав победу над «Атлетиком Бильбао» со счетом 2:0.

## Команды
- Бискайя: Атлетик Бильбао
- Гипускоа: Реал Унион
- Центральный регион: Реал Мадрид
- Южный регион: Севилья
- Галисия: Спортинг Виго
- Астурия: Спортинг Хихон
- Каталония: Барселона

## Четвертьфинал
Реал Унион был освобожден от игр, Севилья отказалась от участия после того как её предложение сыграть оба матча в Мадриде было отклонено, в полуфинал вышла Барселона

### Первые матчи
| Реал Мадрид | 1–1 | Атлетик Бильбао |
| ----------- | --- | --------------- |
|             |     |                 |

| Спортинг Хихон | 0–0 | Спортинг Виго |
| -------------- | --- | ------------- |
|                |     |               |

### Вторые матчи
| Атлетик Бильбао | 4–1 | Реал Мадрид |
| --------------- | --- | ----------- |
|                 |     |             |

| Спортинг Виго | 4–1 | Спортинг Хихон |
| ------------- | --- | -------------- |
|               |     |                |

## Полуфинал

### Первые матчи
| Реал Унион | 0–1 | Барселона |
| ---------- | --- | --------- |
|            |     |           |

| Атлетик Бильбао | 2–1 | Спортинг Виго |
| --------------- | --- | ------------- |
|                 |     |               |

### Вторые игры
| Барселона | 4–4 | Реал Унион |
| --------- | --- | ---------- |
|           |     |            |

| Спортинг Виго | 0–1 | Атлетик Бильбао |
| ------------- | --- | --------------- |
|               |     |                 |

## Финал
| Барселона                     | 2–0 | Атлетик Бильбао |
| ----------------------------- | --- | --------------- |
| Мартинес 70′ · Алькантара 80′ |     |                 |

| Кубок Испании 1920 Победитель |
| ----------------------------- |
| Барселона 4-й титул           |